# Fred Biletnikoff
Frederick "Fred" Biletnikoff (Erie, Pennsylvania, 23 februari 1943) is een Amerikaans voormalig Americanfootballspeler voor de Oakland Raiders in de National Football League en voor de Montreal Alouettes in de Canadian Football League. Biletnikoff speelde als wide receiver, won eenmaal de Super Bowl en is in 1988 opgenomen in de Pro Football Hall of Fame.